# Фудзівара но Наґате
Фудзівара но Наґате (714 — 11 березня 771) — середньовічний японський державний та військовий діяч періоду Нара. Заклав підвалини політичної переваги роду Північних Фудзівара над іншими гілками клану Фудзівара.

## Життєпис
Старший син Фудзівара но Фусасакі, санґі, та Муро но Оокімі (доньки принца Міно). Народився у 714 році. Здобув гарну освіту. Приблизно наприкінці 720-х років отримав молодший шостий ранг. 737 року після смерті батька очолив рід Північний Фудзівара (Хокке) та отримав старший шостий ранг. Проте подальша кар'єра Наґате зупинилася, оскільки імператор Сьому підтримував молодшого брата Фудзівара но Наґате — Матате.
Лише у 749 році зі сходженням на трон імператриці Кокен надано нижчий ступінь молодшого четвертого рангу. Кокен цінувала здібності Наґате, тому вже 750 року той отримав вищий ступінь молодшого четвертого рангу. 752 року його призначено кокусі провінції Ямато. 752 року стає міністром церемоніальних справ. 754 року отримав нижчий ступінь молодшого третього рангу. Згодом очолив Управління палацом великої імператриці-матері (своєї вуйни Фудзівара но Міяко). 756 року призначено відповідальним за гардероб померлого екс-імператора Сьому на церемонії поховання. Невдовзі після цього стає тимчасовим середнім державним радником й членом дайдзьокану, а вже 757 року повноцінним середнім радником. Але після 758 року фактично був усунутий представником Південних Фудзівара — Фудзівара но Накамаро — від впливу на політичні процеси.
У 763 році призначено міністром війни. 764 році підтримав екс-імператрицю Кокен, що вирішила повернутися на трон, проти Фудзівара но Накамаро, владу якого було повалено. За це отримав старший молодший ранг і посади старшого державного радника. Поступово збільшує вплив у дайдзьокані, надаючи допомогу великому державному міністру Докьо.
766 року призначається Правим міністром, а після смерті Фудзівара но Тойонарі (з Південних Фудзівара) того ж року стає Лівим міністром. Також отримав старший другий ранг. В результаті закріплює вплив Північних Фудзівара. 769 року вже мав молодший перший ранг.
770 року після смерті імператриці Кокен під час суперечки щодо спадкоємця підтримав кандидатуру принца Сіракабе, який в результаті став імператором Конін. Той на дяку надав Фудзівара но Наґате старший перший ранг, що тоді було винятком для представників неімператорського роду. Водночас влаштував шлюб доньки Сьосі з імператором.
Помер 771 року, йому посмертно надано посаду великого державного міністра. Після смерті Наґате посаду Лівого міністра отримав його зведений брат Фудзівара но Уона, що ще більше посилило Північних Фудзівара.

## Родина
1. Дружина — Оно но Накаті, донька Оно но Адзумабіто, тіндзюфу-сьоґуна.
дітей не було
2. Дружина — донька Фудзівара но Торікаі, що доводилася небогою Фудзівара но Наґате.
Діти:
- Фудзівара но Іейорі (743—785)

3. Дружина — донька Фудзівара но Йосіцугу (з роду Церемонійних Фудзівара).
Діти:
- Фудзівара но Ойорі
- Сьосі, дружина імператора Коніна

4. Дружина — невідома.
Діти:
- донька, дружина Фудзівара но Косемаро
- донька, дружина Фудзівара но Утімаро